# 그래픽 사용자 인터페이스

GUI는 컴퓨터 화면에 표시된다. 처리된 사용자 입력의 결과물이며 보통은 인간-기계 상호작용을 위한 주 인터페이스이다. 소형 모바일 장치에서 대중적인 터치 UI는 시각적 입력에 대한 시각적 출력의 오버레이이다.

그래픽 사용자 인터페이스(graphical user interface, GUI)는 사용자가 편리하게 사용할 수 있도록 입출력 등의 기능을 알기 쉬운 아이콘 따위의 그래픽으로 나타낸 것이다. 컴퓨터를 사용하면서, 화면 위의 물체나 틀, 색상과 같은 그래픽 요소들을 어떠한 기능과 용도를 나타내기 위해 고안된 사용자를 위한 컴퓨터 인터페이스이다. 그래픽 사용자 인터페이스에서 어떤 요소를 제어하려면 그 요소에 해당하는 그래픽을 직접 조작하여야 한다. 일반적으로 2차원의 공간에서 그 기능을 은유적 혹은 대표적으로 나타내는 그래픽으로 요소를 꾸미고 이를 선택, 이동, 복사하여 작동한다. 이를테면, X자와 같은 형태의 그래픽 요소는 이를 선택하면 삭제하거나 취소하는 기능을 수행하게 되며 어떤 파일을 나타내는 아이콘을 어느 위치에서 다른 하드 디스크의 장소를 나타내는 공간으로 이동하면 복사가 된다. 컴퓨터 자판의 명령어 입력이 요구되는 명령 줄 인터페이스(CLI)의 가파른 학습 곡선에 대응하여 GUI가 도입되었다.
GUI의 동작은 일반적으로 그래픽 요소의 직접 조작을 통해 수행된다. 컴퓨터를 넘어 GUI는 MP3 플레이어 등, 포터블 미디어 플레이어, 게이밍 장치, 스마트폰, 소형 가전, 사무 및 산업 제어 등 수많은 휴대용 모바일 장치에 사용된다.
윈도우와 리눅스, OS X을 비롯한 대부분의 현대 운영 체제들이 그래픽 사용자 인터페이스를 지원한다. 리눅스 및 유닉스 계열 운영 체제에서는 X 윈도 시스템을 주로 사용하며, 모티프, Qt, GTK+ 등의 툴킷으로 확장할 수 있다.

## 예시

그래픽 데스크톱 환경 예시
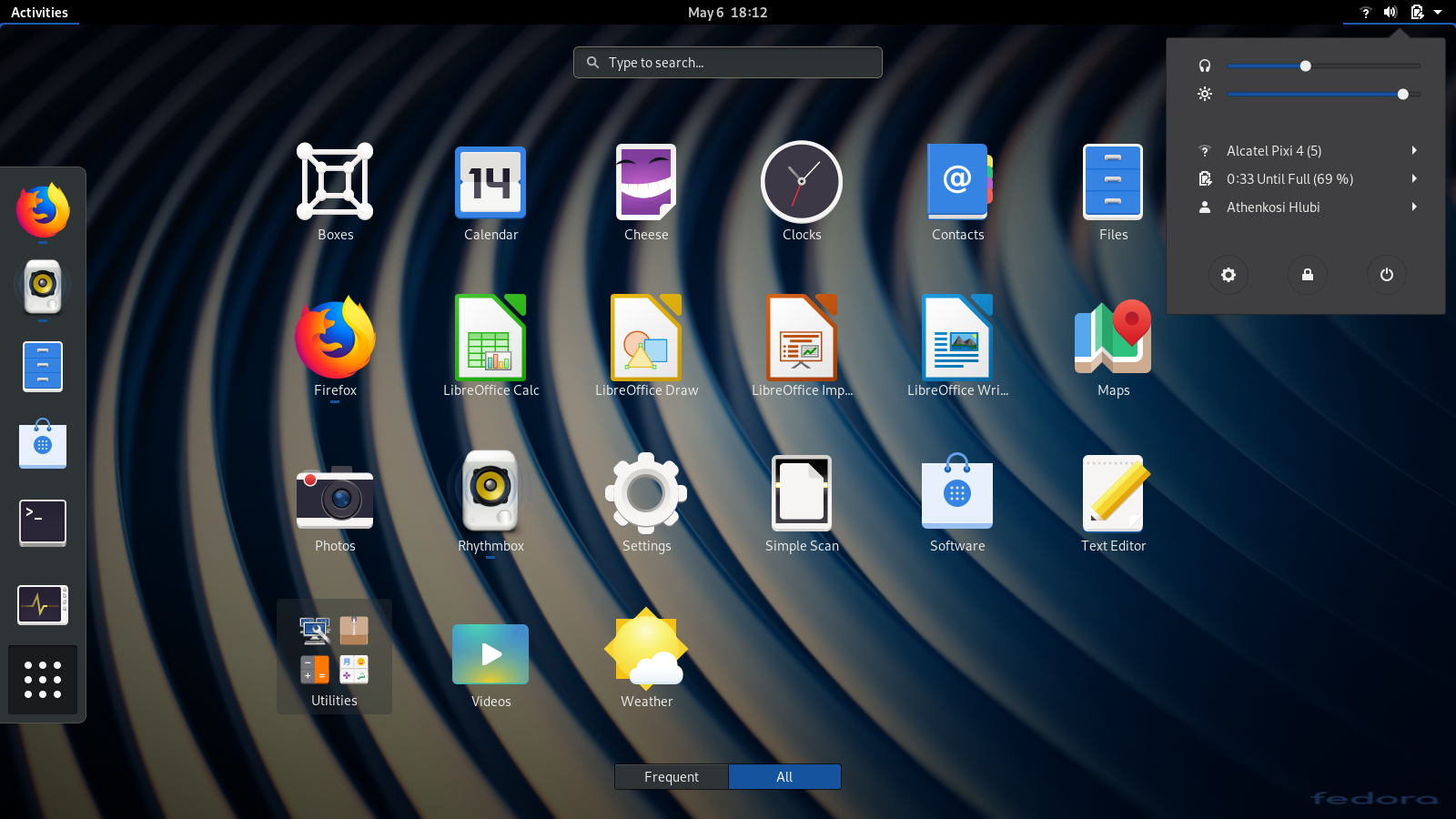
그놈 셸
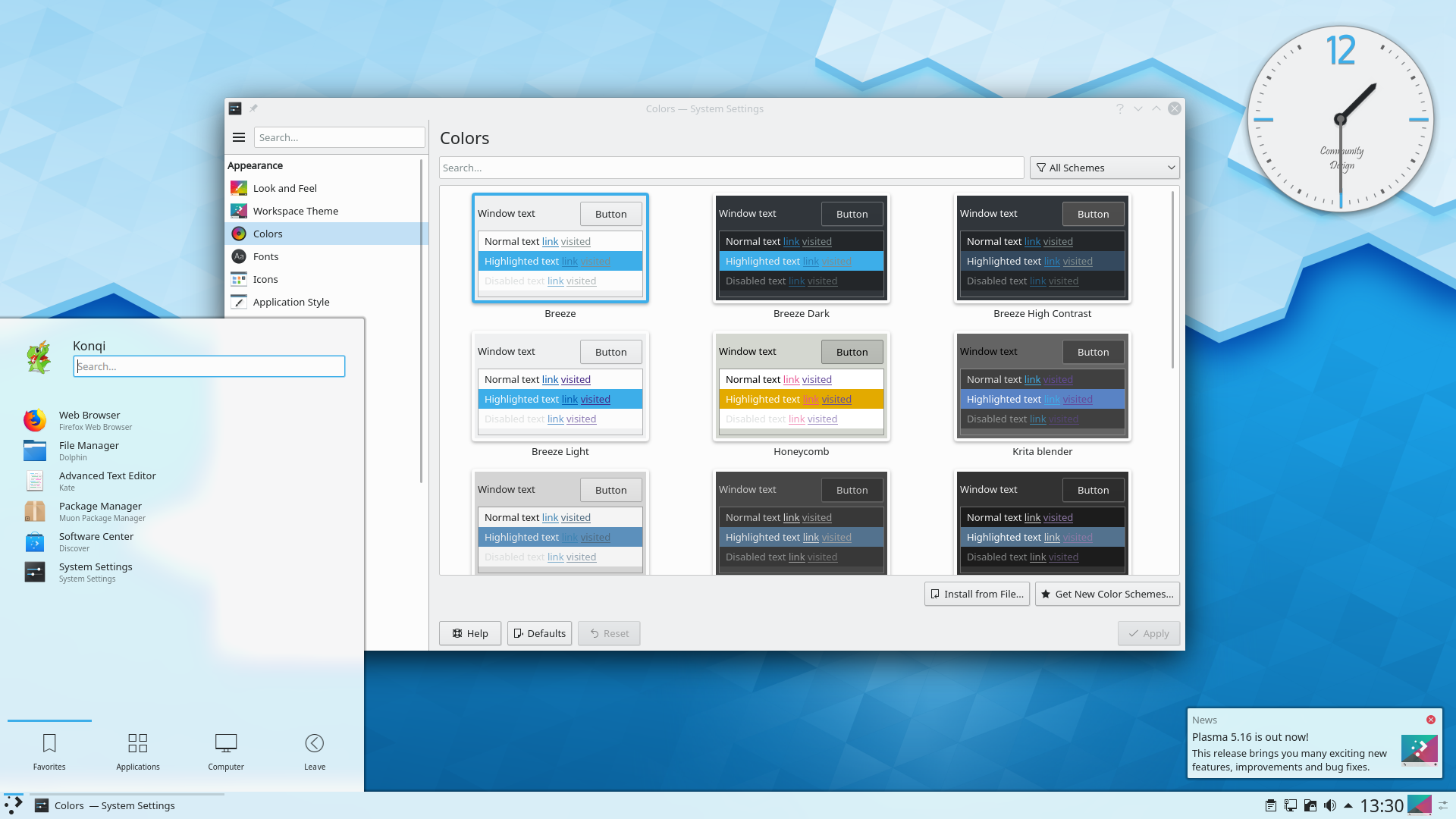
KDE 플라즈마 5
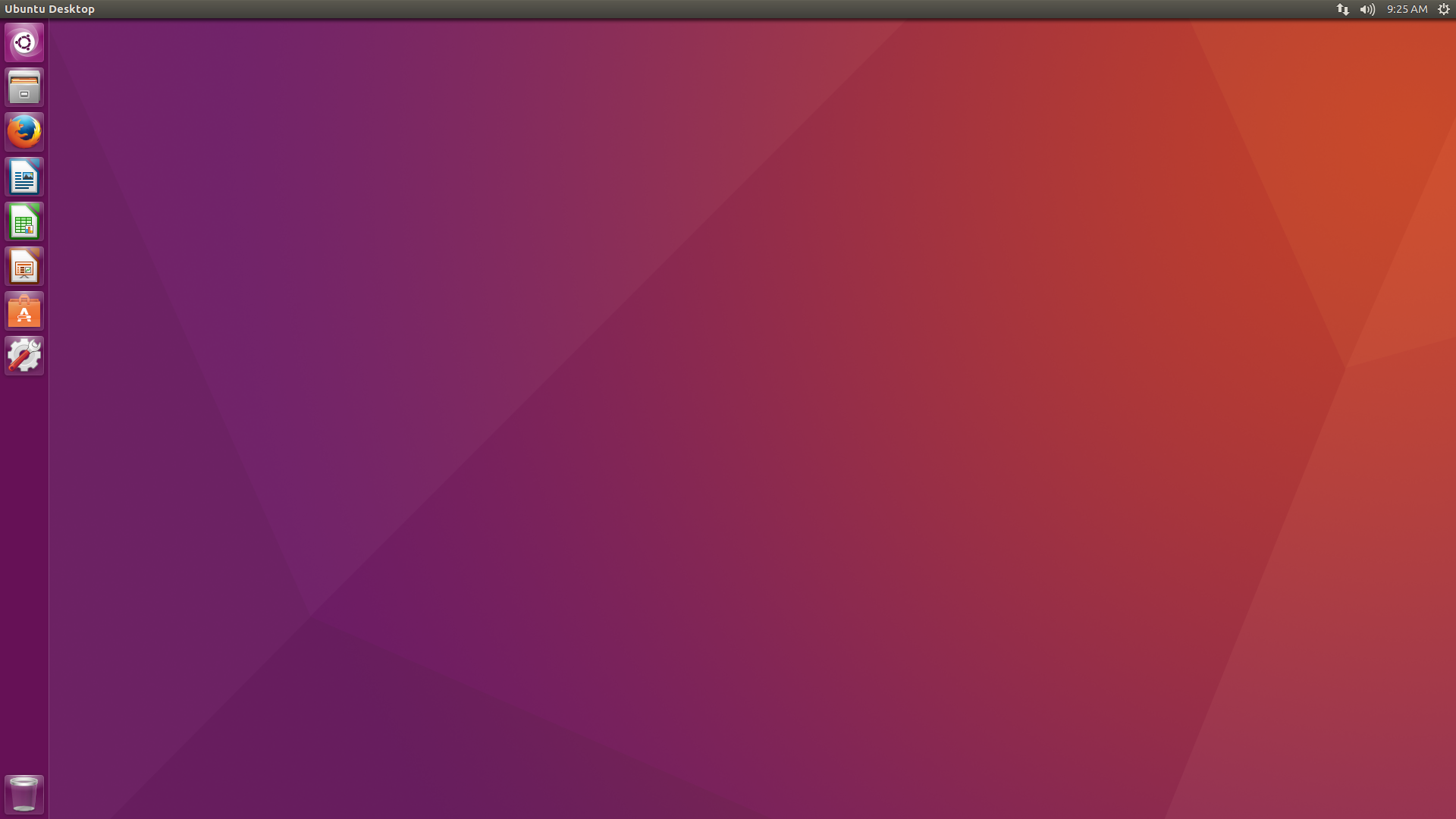
유니티
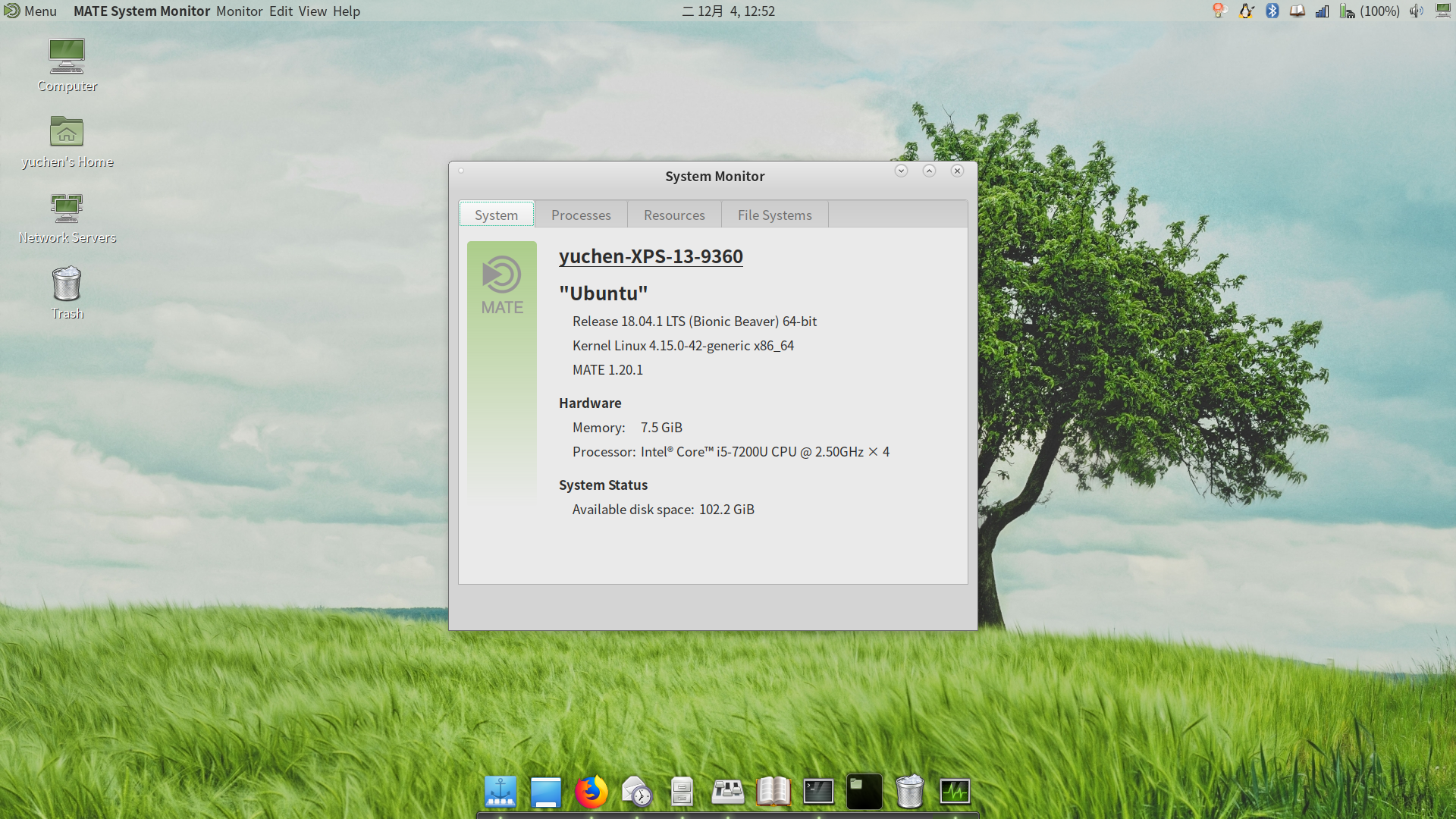
마테
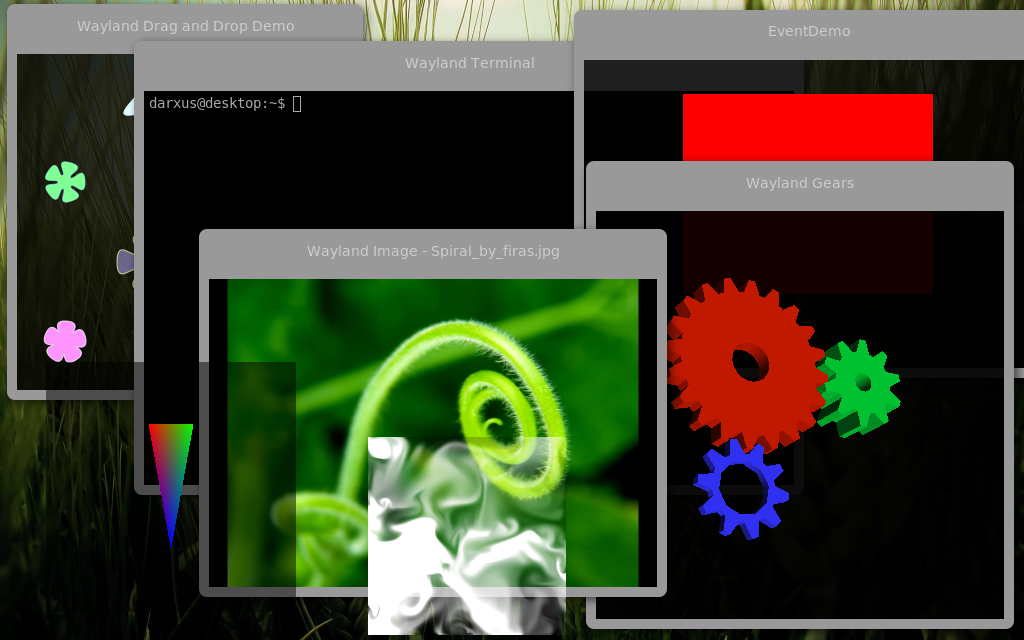
창 예시 - 웨이랜드 컴포지터
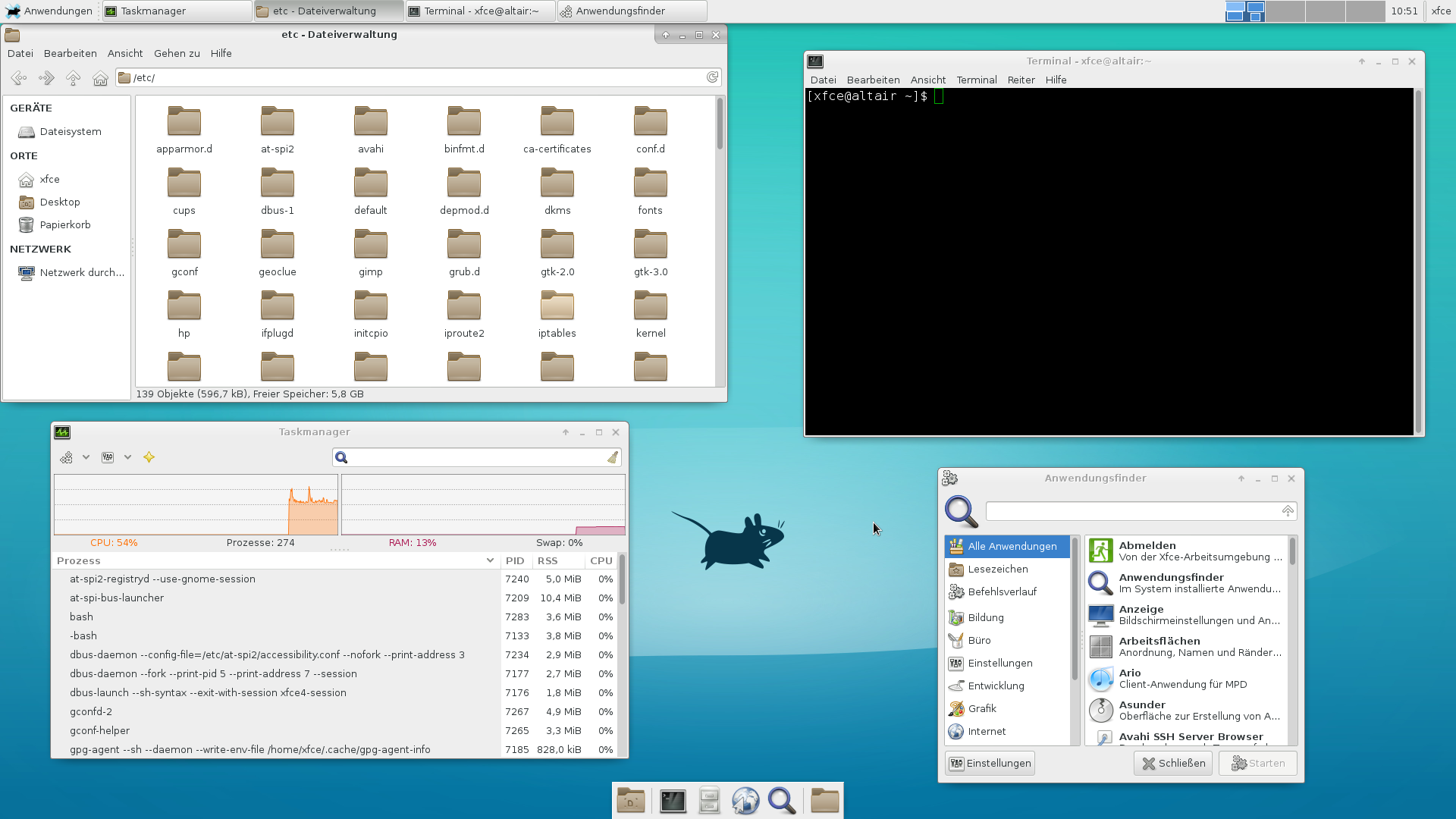
Xfce
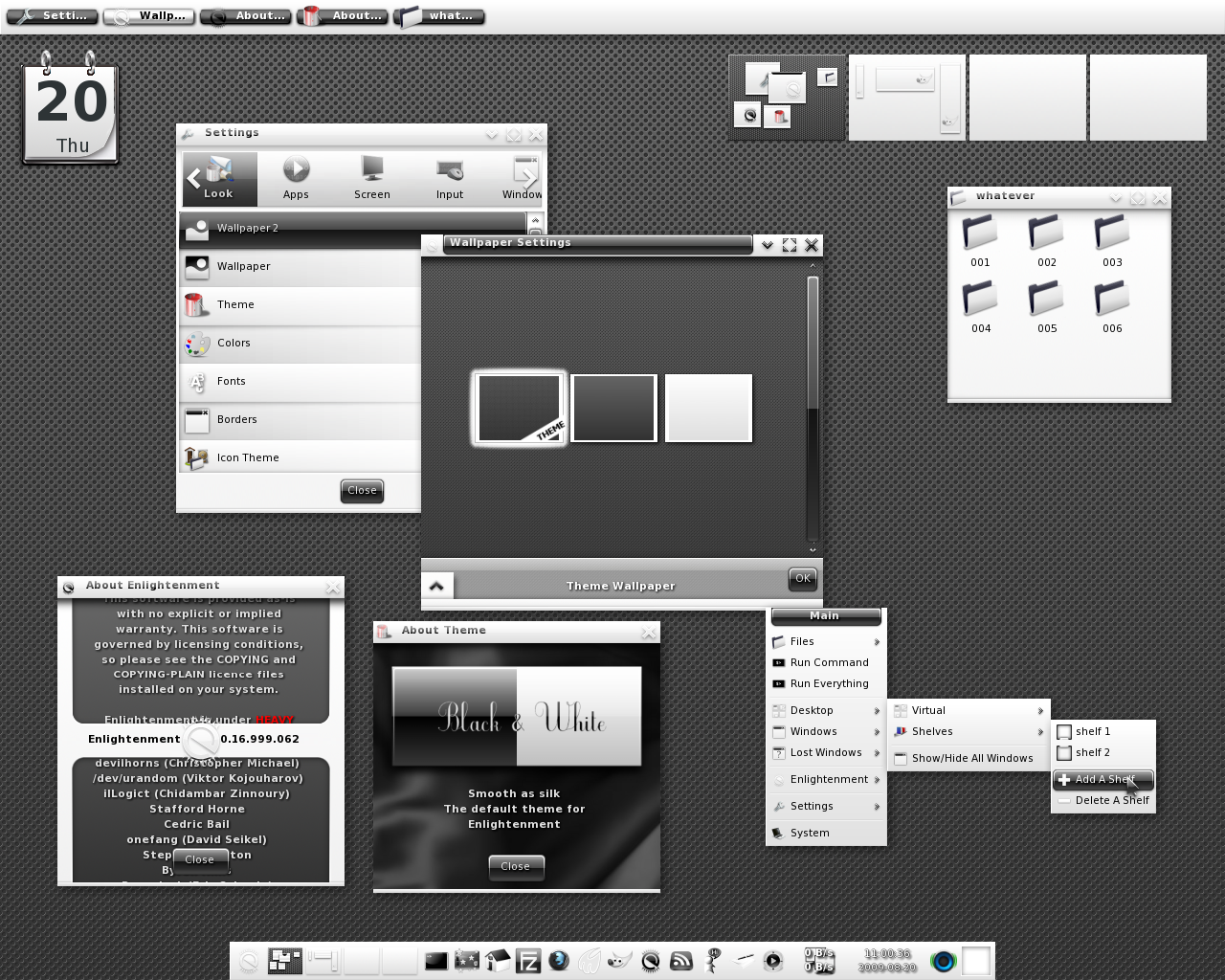
인라이튼먼트
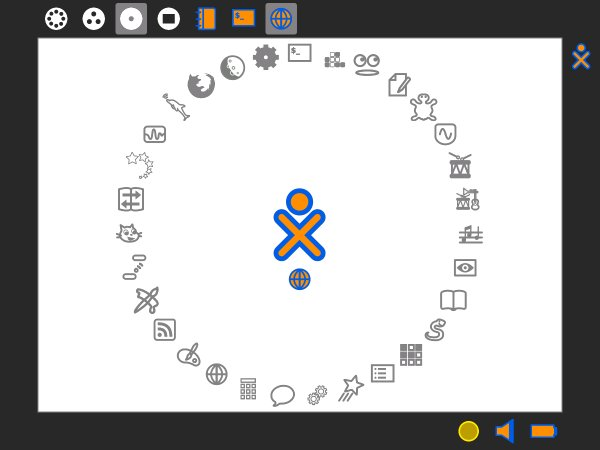
슈거
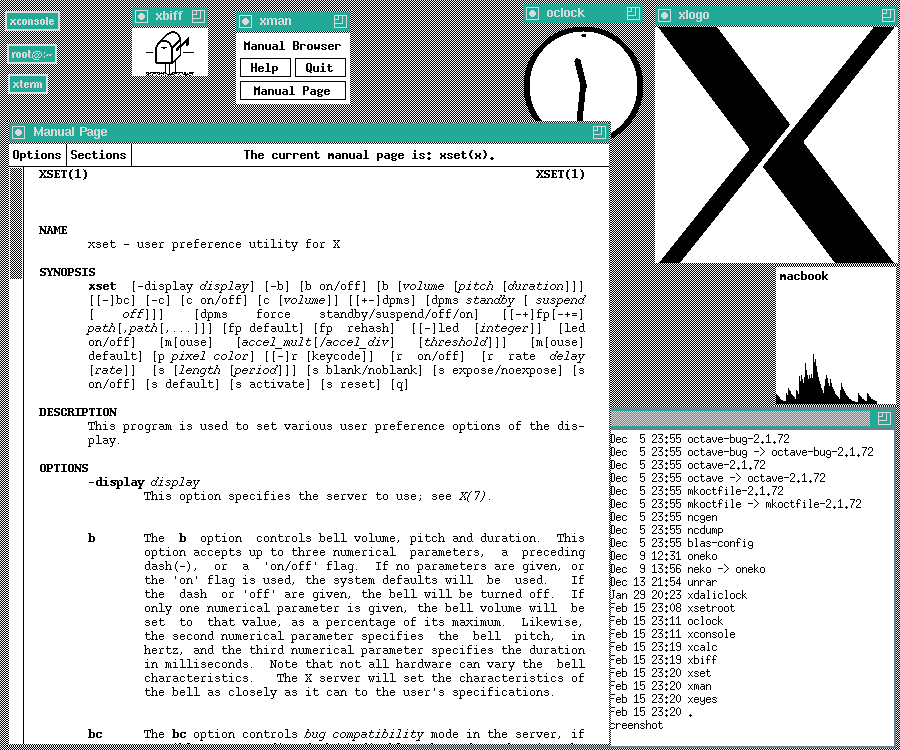
A Twm X 윈도 시스템 환경
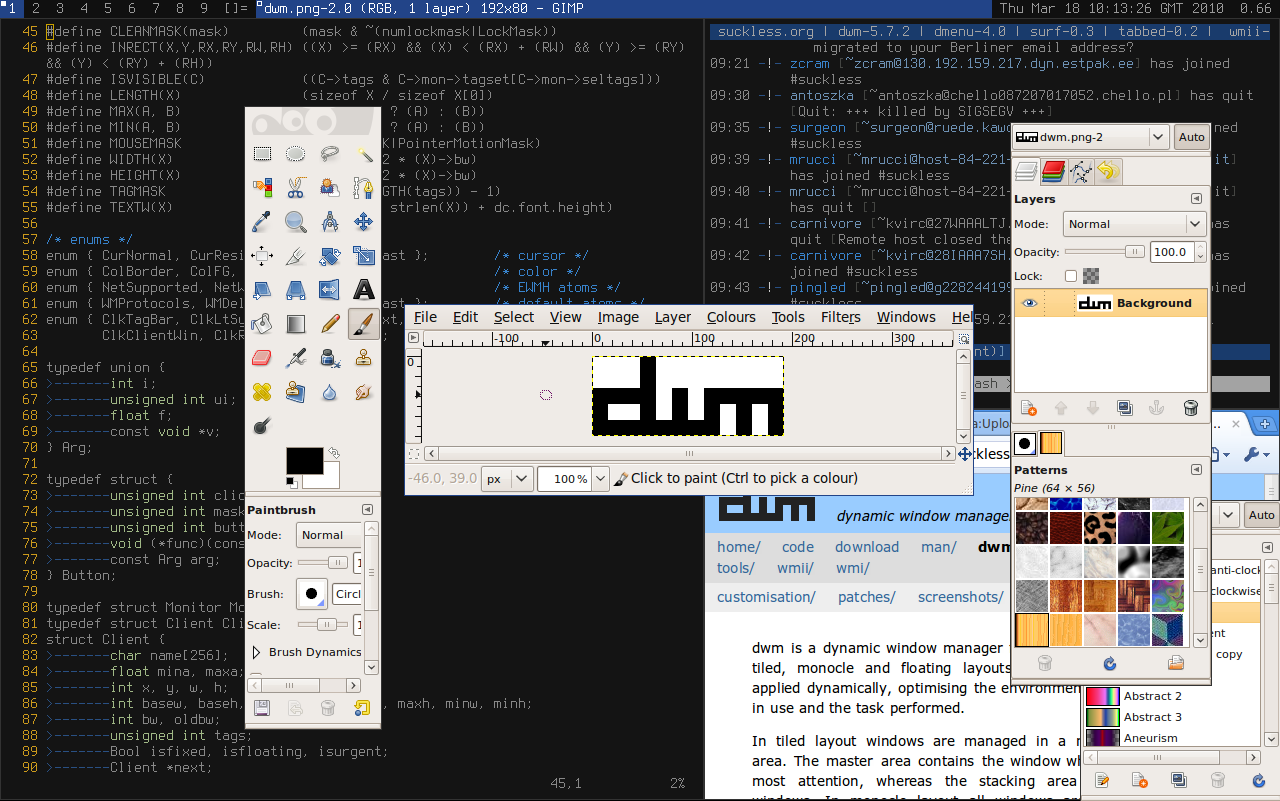
dwm 타일 창 관리자
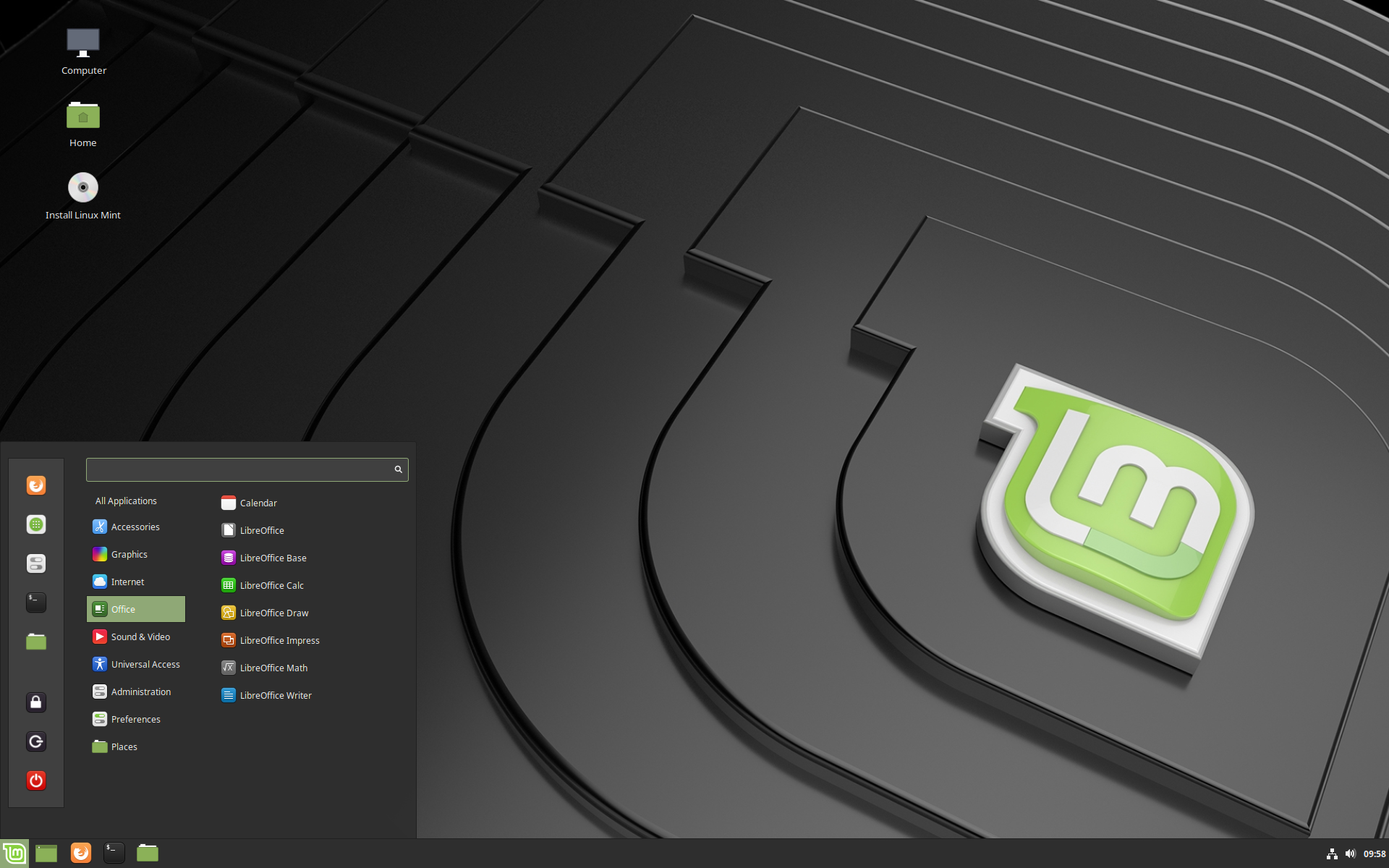
시나몬

## 역사
그래픽 사용자 인터페이스의 아이디어는 1960년대에 제안되었다. 이반 서덜랜드가 1963년에 개발한 스케치패드는 컴퓨터 지원 설계(CAD) 소프트웨어의 조상이자 최초로 완전한 그래픽 사용자 인터페이스를 구현한 것이었으며, 비슷한 시기에 더글라스 엥겔바트를 비롯한 SRI 인터내셔널의 연구자들은 하이퍼링크를 기반으로 마우스를 사용하는 NLS(On-line System)를 개발하였다.
NLS의 하이퍼링크 개념은 제록스 파크에서 그래픽으로 확장되었으며, 1973년에 개발된 제록스 알토 컴퓨터는 그래픽 사용자 인터페이스를 사용하는 최초의 컴퓨터가 되었다. 현재 대부분의 그래픽 사용자 인터페이스들은 기본적으로 이 인터페이스로부터 유래했으며, 어떤 사람들은 이들을 ‘파크 사용자 인터페이스(PUI)’라 부르기도 한다. 파크 사용자 인터페이스는 윈도, 메뉴, 아이콘, 라디오 단추, 체크 상자 등의 그래픽 요소들을 사용하며, 마우스와 같은 포인팅 장치를 키보드와 함께 사용한다.
이후 애플 컴퓨터는 제록스 파크에서 만든 이러한 그래픽 사용자 인터페이스를 보고 당시 비상장이었던 애플의 주식 액면가 100만 달러 어치를 지불하고 기본적인 기술을 전수받았다. 1981년에 개인용 컴퓨터인 1983년에 그래픽 사용자 인터페이스에 기반한 컴퓨터 리사(LISA)를 출시했지만 값이 너무 비싼 탓에 실패하였다. 그러나 이후 1984년에 나온 애플의 매킨토시는 상업적인 성공을 이뤘다. 한편 매킨토시가 이러한 성공을 거두자 마이크로소프트사는 마이크로소프트 윈도우를 개발하였다. 이는 매킨토시의 아이디어를 다시 모방한 것이었으며 이후 법정소송을 거치기도 하였다. 1995년 마이크로소프트사가 윈도우 95를 출시하여 성공을 거둠으로써 본격적인 그래픽 사용자 인터페이스의 대중화를 이루었다. 한편 CUI(character user interface, 명령 줄 인터페이스) OS인 유닉스(UNIX)와 그 계열의 리눅스에서는, X 윈도 시스템을 통해 그래픽 사용자 인터페이스를 구현하고 있다.

## 같이 보기
- 아이콘
- 인간공학
- 룩 앤드 필
- 내추럴 사용자 인터페이스
- Ncurses
- 리치 인터넷 애플리케이션
- 스큐어모피즘
- 테마 (컴퓨팅)
- 사용자 경험 디자인
- 사용자 인터페이스 디자인
- 벡터 기반 그래픽 사용자 인터페이스